# Not That Kind 25th Anniversary Tour -
Il Not That Kind 25th Anniversary Tour - #NTK25 è il settimo tour mondiale della cantante statunitense Anastacia.

## Scaletta
Questa scaletta rappresenta quella del concerto del 12 marzo 2025 a Barcellona. Non è, pertanto, rappresentativa per tutti gli spettacoli del tour.
I atto
Intro (contiene elementi di The Simpsons Theme, Sick and Tired, Paid My Dues, Left Outside Alone e One Day in Your Life)
1. One Day in Your Life
2. Now or Never
3. Staring at the Sun
4. Paid My Dues
5. Nobody Loves Me Better / Don’tcha Wanna (contiene elementi di Freak Of Nature)
6. Sick and Tired
7. Overdue Goodbye
8. Made for Lovin' You
9. I Can Feel You

YEK [band interlude, contiene elementi di Vogue, This Is How We Do It, Put Your Hands Up, No Diggity e Everybody (Backstreet's Back)]
II atto
1. Heavy on My Heart
2. You'll Never Be Alone
3. Best Days
4. Secrets (acoustic version)
5. Welcome to My Truth (acoustic version)
6. How Come the World (acoustic version)

III atto
All Right Now (band interlude)
1. Sweet Child o'Mine (cover dei Guns N' Roses)
2. Boxer
3. Stupid Little Things
4. Left Outside Alone (contiene elementi di Kashmir)

IV atto - Encore
1. Not That Kind
2. I'm Outta Love
3. Left Outside Alone (frammento a cappella)

Variazioni
- Il 30 marzo 2025 a Varsavia l'artista ha eseguito Back in Black degli AC/DC in chiusura di scaletta.
- Durante la data di Parigi, il 13 aprile 2025, il trombettista Ludovic Louis si è unito alla band per accompagnare Anastacia in Made for Lovin' You.

## Date
| Data              | Città                | Stato           | Luogo                               | Artisti d'apertura |
| ----------------- | -------------------- | --------------- | ----------------------------------- | ------------------ |
| Europa            |                      |                 |                                     |                    |
| 12 marzo 2025     | Barcellona           | Spagna          | Paral-lel 62                        | Casey McQuillen    |
| 13 marzo 2025     | Barcellona           | Spagna          | Paral-lel 62                        | Casey McQuillen    |
| 15 marzo 2025     | Madrid               | Spagna          | Palacio Municipal IFEMA             | Casey McQuillen    |
| 16 marzo 2025     | Vigo                 | Spagna          | Mar de Vigo Auditorium              | Casey McQuillen    |
| 19 marzo 2025     | Torino               | Italia          | OGR Torino                          | Casey McQuillen    |
| 20 marzo 2025     | Zurigo               | Svizzera        | Samsung Hall                        | Casey McQuillen    |
| 22 marzo 2025     | Roma                 | Italia          | Auditorium Conciliazione            | Casey McQuillen    |
| 24 marzo 2025     | Milano               | Italia          | Teatro degli Arcimboldi             | Casey McQuillen    |
| 25 marzo 2025     | Padova               | Italia          | Gran Teatro Geox                    | Casey McQuillen    |
| 27 marzo 2025     | Vienna               | Austria         | Wiener Stadthalle                   | Casey McQuillen    |
| 28 marzo 2025     | Praga                | Repubblica Ceca | O2 Universum                        | Casey McQuillen    |
| 30 marzo 2025     | Varsavia             | Polonia         | Klub Stodola                        | Casey McQuillen    |
| 31 marzo 2025     | Berlino              | Germania        | Tempodrom                           | Casey McQuillen    |
| 2 aprile 2025     | Lipsia               | Germania        | Haus Auensee                        | Casey McQuillen    |
| 3 aprile 2025     | Düsseldorf           | Germania        | Mitsubishi Electric Halle           | Casey McQuillen    |
| 5 aprile 2025     | Hannover             | Germania        | HCC Hannover Congress Centrum       | Casey McQuillen    |
| 6 aprile 2025     | Amburgo              | Germania        | CCH Congress Center Hamburg         | Casey McQuillen    |
| 7 aprile 2025     | Tilburg              | Paesi Bassi     | 013 Poppodium                       | Casey McQuillen    |
| 9 aprile 2025     | Norimberga           | Germania        | Meistersingerhalle                  | Casey McQuillen    |
| 10 aprile 2025    | Francoforte sul Meno | Germania        | Alte Oper                           | Casey McQuillen    |
| 13 aprile 2025    | Parigi               | Francia         | La Cigale                           | Casey McQuillen    |
| 14 aprile 2025    | Bruxelles            | Belgio          | Ancienne Belgique                   | Casey McQuillen    |
| 16 aprile 2025    | Portsmouth           | Regno Unito     | Portsmouth Guildhall                | Casey McQuillen    |
| 17 aprile 2025    | Bath                 | Regno Unito     | The Forum                           | Casey McQuillen    |
| 19 aprile 2025    | Swansea              | Regno Unito     | Swansea Arena                       | Casey McQuillen    |
| 22 aprile 2025    | Dublino              | Irlanda         | Olympia Theatre                     | Casey McQuillen    |
| 23 aprile 2025    | Belfast              | Regno Unito     | Ulster Hall                         | Casey McQuillen    |
| 25 aprile 2025    | Glasgow              | Regno Unito     | Glasgow Royal Concert Hall          | Casey McQuillen    |
| 27 aprile 2025    | Oxford               | Regno Unito     | New Theatre Oxford                  | Casey McQuillen    |
| 28 aprile 2025    | Birmingham           | Regno Unito     | Symphony Hall                       | Casey McQuillen    |
| 30 aprile 2025    | Manchester           | Regno Unito     | O2 Apollo Manchester                | Casey McQuillen    |
| 1 maggio 2025     | Nottingham           | Regno Unito     | Royal Concert Hall                  | Casey McQuillen    |
| 3 maggio 2025     | Newcastle            | Regno Unito     | O2 City Hall Newcastle              | Casey McQuillen    |
| 4 maggio 2025     | York                 | Regno Unito     | York Barbican                       | Casey McQuillen    |
| 6 maggio 2025     | Londra               | Regno Unito     | London Palladium                    | Casey McQuillen    |
| 7 maggio 2025     | Londra               | Regno Unito     | London Palladium                    | Casey McQuillen    |
| 3 luglio 2025     | Stoccolma            | Svezia          | Gröna Lund                          | N.D.               |
| 5 luglio 2025     | Nibe                 | Danimarca       | Skalskoven                          | N.D.               |
| 8 luglio 2025     | Wolfsburg            | Germania        | Autostadt                           | N.D.               |
| 9 luglio 2025     | Baarn                | Paesi Bassi     | Parco del Palazzo Soestdijk         | N.D.               |
| 11 luglio 2025    | Rosenheim            | Germania        | Mangfallpark                        | N.D.               |
| 12 luglio 2025    | Tulln                | Austria         | Donaulände                          | N.D.               |
| 15 luglio 2025    | Gardone Riviera      | Italia          | Anfiteatro del Vittoriale           | N.D.               |
| 16 luglio 2025    | Bologna              | Italia          | Parco delle Caserme Rosse           | N.D.               |
| 18 luglio 2025    | Caserta              | Italia          | Belvedere di San Leucio             | N.D.               |
| 19 luglio 2025    | Sabaudia             | Italia          | Arena del Mare                      | N.D.               |
| 21 luglio 2025    | Este                 | Italia          | Castello carrarese di Este          | N.D.               |
| 22 luglio 2025    | Ratisbona            | Germania        | Cortile del Palazzo Thurn und Taxis | N.D.               |
| 25 luglio 2025    | Friburgo             | Germania        | Mundenhof                           | N.D.               |
| 26 luglio 2025    | Singen               | Germania        | Rathausplatz                        | N.D.               |
| 30 luglio 2025    | Glasgow              | Regno Unito     | Kelvingrove Park                    | N.D.               |
| 31 luglio 2025    | Halifax              | Regno Unito     | The Piece Hall                      | N.D.               |
| 2 agosto 2025     | Brema                | Germania        | Seebühne Bremen                     | N.D.               |
| 3 agosto 2025     | Pforzheim            | Germania        | Kulturhaus Osterfeld                | N.D.               |
| 5 agosto 2025     | Caldaro              | Italia          | Lago di Caldaro                     | N.D.               |
| 6 agosto 2025     | Zofingen             | Svizzera        | Heitere-Platz                       | N.D.               |
| 14 agosto 2025    | Harstad              | Norvegia        | Bakgården                           | N.D.               |
| 16 agosto 2025    | Bornholm             | Danimarca       | Slotslyngen                         | N.D.               |
| 21 agosto 2025    | Dresda               | Germania        | Junge Garde                         | N.D.               |
| 23 agosto 2025    | Gotha                | Germania        | Castello Friedenstein               | N.D.               |
| 24 agosto 2025    | Gotha                | Germania        | Castello Friedenstein               | N.D.               |
| 7 settembre 2025  | Chelmsford           | Regno Unito     | Hylands Park                        | N.D.               |
| 19 settembre 2025 | Madrid               | Spagna          | IFEMA Madrid Fairgrounds            | N.D.               |
| Oceania           |                      |                 |                                     | N.D.               |
| 24 settembre 2025 | Melbourne            | Australia       | Forum Melbourne                     | N.D.               |
| 26 settembre 2025 | Sydney               | Australia       | Coliseum Theatre                    | N.D.               |
| 27 settembre 2025 | Sydney               | Australia       | Enmore Theatre                      | N.D.               |
| 29 settembre 2025 | Brisbane             | Australia       | Eatons Hill Hotel                   |                    |

## Personale
Band
- Anastacia – voce
- Vicky Osterberg – percussioni
- Paul Stewart – batteria
- Diego Rodriguez – basso
- Louis Ricciardi – chitarra elettrica, cori
- Nick Shirm – chitarra elettrica, chitarra acustica, cori
- Emlyn Maillard – tastiere

Coro
- Holly Petrie
- Tess Burraston